# Пиґарі-Сассі
Пи́ґарі-Са́ссі (ест. Põgari-Sassi küla) — село в Естонії, у волості Рідала повіту Ляенемаа.

## Населення
Чисельність населення на 31 грудня 2011 року становила 13 осіб.

## Географія
Село розташоване на півострові Пуйзе (Puise poolsaar) на березі протоки Вяйнамері.
Через населений пункт проходить автошлях 16112 (Тууру — Пуйзе).

## Історія
Село мало назву Пиґарі-Сассі до 1977 року. Під час адміністративної реформи 1977 року населений пункт отримав нову назву — Пиґарі. З січня 1998 року селу повернули назву Пиґарі-Сассі.

## Пам'ятки

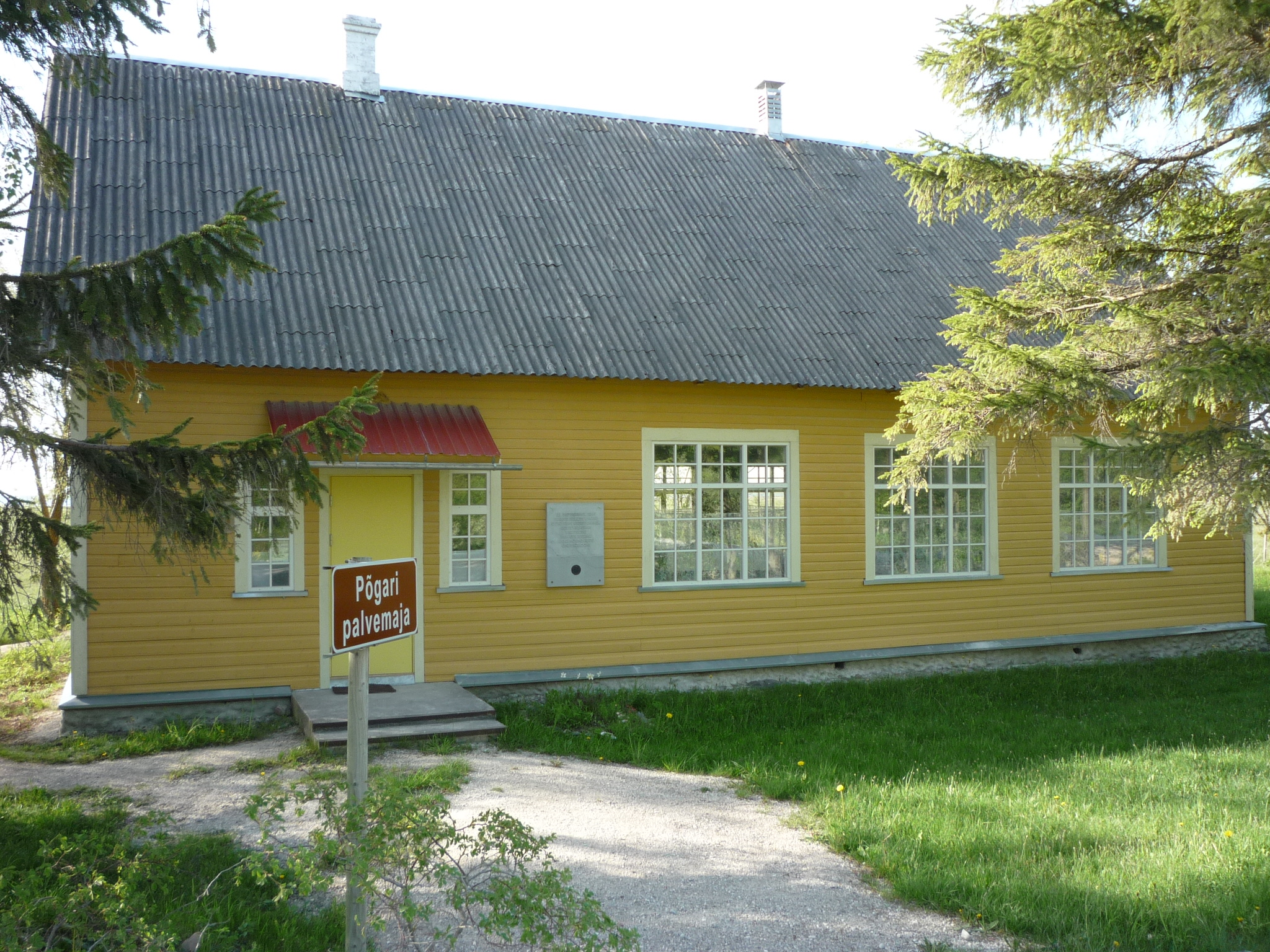
Молитовний будинок баптистів

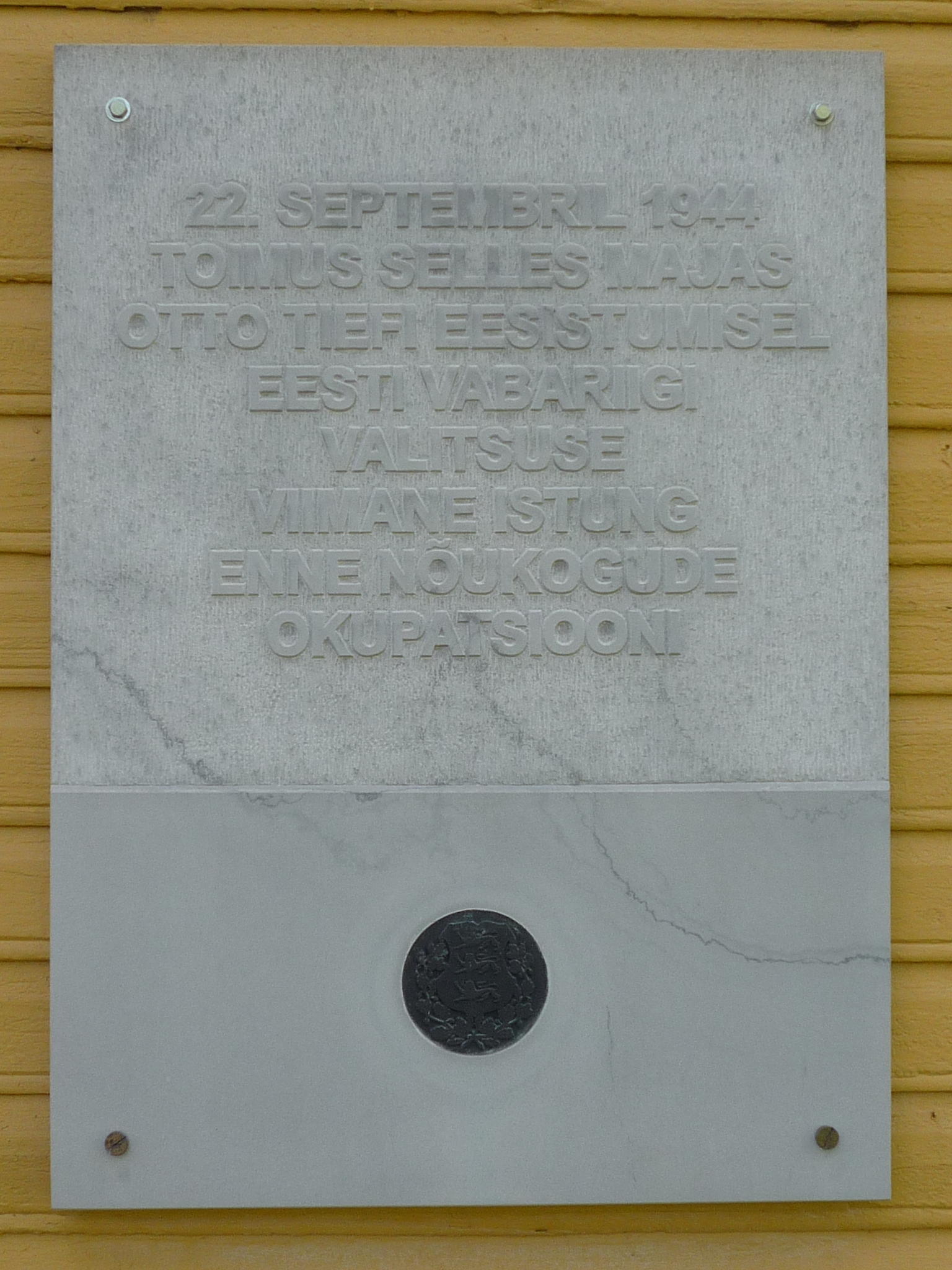
Пам'ятна дошка

22 вересня 1944 року в селі Пиґарі-Сассі в молитовному будинку відбулось останнє засідання естонського національного уряду Отто Тіефа. Через 55 років, 22 вересня 1999 року, на стіні того будинку була відкрита меморіальна дошка на честь уряду Отто Тіефа.